# Khrysí
Khrysí, también llamada Gaiduronisi (en griego: Χρυσή o Γαϊδουρονήσι) es una de las nueve islas del mar de Libia. Se encuentra a 12 kilómetros de Ierápetra, cerca de Creta. La isla es casi totalmente plana: la máxima elevación, llamada Kefala, es de apenas 31 m s. n. m. Recibe la visita de turistas en verano. Cerca de Khrysí hay un pequeño islote llamado Mikronisi.

## Turismo
Al contar con playas protegidas, muchos turistas se acercan a Khrysí para bañarse o bucear, en especial en las bahías de Belegrina, Hatzivolakas y Kataprosopo, atractivas todas ellas por su diversidad de conchas y peces. Se puede llegar a Khrysi desde Ierápetra o Mirtos con un barco entre mediados de mayo y finales de octubre; las excursiones parten por la mañana y regresan a la tarde.  

## Ruinas y arqueología
Al oeste de la isla, se encuentra la capilla de San Nicolás, erigida en el siglo XIII. También se han hallado ruinas minoicas, un faro y un cementerio romano. 
Excavaciones sobre todo entre 2018-2019 han encontrado diferentes restos minoicos, entre ellos, un gran edificio con muchas habitaciones que estuvo habitado desde el período protopalacial y neopalacial hasta el período minoico IB tardío (c. 1800-1500 a. C.)
Se han desenterrado objetos de la Edad del Bronce de hasta 3.800 años de antigüedad como joyas de oro, cuentas de vidrio (algunas de origen egipcio) y restos de talentos de bronce, la unidad común de valor de la Antigua Grecia.
También se descubrieron antiguos estanques de peces y grandes cantidades de conchas rotas de porfyra, la denominada púrpura de Tiro, un preciado pigmento púrpura derivado de caracoles marinos Hexaplex trunculus, y ya conocida la importancia temprana de su producción artesanal en la Antigua Creta.

## Naturaleza
Khrisí goza de protección gracias a su gran biodiversidad y relevancia medioambiental: alberga la el mayor bosque de cipreses del Líbano de Europa, con unos 28 cipreses por hectárea aproximadamente; la mayoría superan los 200 años y los 7 metros de altura, llegando algunos a los 300 años y los 10 metros. Además, constituye, un importante refugio para la foca monje y la tortuga boba. No hay agua potable en la isla.